# Đào Đình Luyện
Đào Đình Luyện (1929 – 1999) là một tướng lĩnh cấp Cao Quân đội nhân dân Việt Nam, hàm Thượng tướng . Ông nguyên là Tư lệnh Không quân, Thứ trưởng Bộ Quốc phòng Việt Nam, Tổng Tham mưu trưởng Quân đội nhân dân Việt Nam (1991–1995).

## Thân thế sự nghiệp
Ông tên thật là Đào Mạnh Hùng, sinh năm 1929, quê tại xóm 3, thôn Phụng Công, xã Quỳnh Hội, huyện Quỳnh Phụ, tỉnh Thái Bình
Ông bắt đầu tham gia phong trào Việt Minh từ tháng 3 năm 1945, gia nhập Đảng Cộng sản Đông Dương năm 1945. Sau khi Pháp nổ súng tái chiếm Đông Dương, ông tham gia quân đội, lần lượt giữ các chức vụ từ Trung đội trưởng đến Chính ủy trung đoàn; tham gia các chiến dịch: Việt Bắc (1947), Sông Thao, Biên Giới, Hòa Bình và Điện Biên Phủ (1954).
Tháng 10 năm 1955, ông làm Tham mưu trưởng Sư đoàn 312.
Ông là cháu ruột cụ Đào Văn Hiển, lão thành cách mạng, chủ tịch uỷ ban quân quản đầu tiên (năm 1945) tại huyện Quỳnh Côi, tỉnh Thái Bình (Huyện Quỳnh Phụ có phố Đào Văn Hiển).

## Hoạt động trong quân chủng không quân
- Từ tháng 3 năm 1958 đến tháng 8 năm 1963, ông sang Cộng hòa Nhân dân Trung Hoa để học huấn luyện bay.
- Từ tháng 8 năm 1964 đến năm 1965, ông làm Trung đoàn trưởng Trung đoàn Không quân 921 (Trung đoàn Không quân đầu tiên của Quân đội nhân dân Việt Nam).
- Tháng 3 năm 1974, ông làm Phó Tư lệnh Quân chủng Phòng không-Không quân.
- Tháng 5 năm 1977, ông làm Tư lệnh kiêm Chính ủy Quân chủng Không quân.

## Lãnh đạo Bộ Quốc phòng
- Tháng 3 năm 1986, ông làm Phó Tổng Tham mưu trưởng Quân đội nhân dân Việt Nam.
- Năm 1989, ông làm Thứ trưởng Bộ Quốc phòng kiêm Chủ nhiệm Tổng cục Kỹ thuật, Ủy viên Đảng ủy Quân sự Trung ương.
- Từ năm 1991 đến năm 1995, ông được bổ nhiệm làm Thứ trưởng Bộ Quốc phòng kiêm Tổng Tham mưu trưởng Quân đội nhân dân Việt Nam, Ủy viên thường vụ Đảng ủy Quân sự Trung ương.

Ông thụ phong quân hàm Thiếu tướng năm 1977, Trung tướng năm 1983, Thượng tướng năm 1988.
Ông bầu làm Ủy viên Ban Chấp hành Trung ương Đảng Cộng sản Việt Nam các khóa VI và VII; đại biểu Quốc hội Việt Nam các khóa VII, VIII, IX.

## Tặng thưởng và Vinh danh
Ông đã được Nhà nước Việt Nam tặng thưởng: 
- Huân chương Độc lập hạng nhất
- Huân chương Quân công (hạng nhất, hạng nhì)
- 2 Huân chương Chiến công hạng nhì và nhiều huân, huy chương khác.
- Ông được truy tặng danh hiệu Anh hùng lực lượng vũ trang nhân dân (năm 2015).

Thượng tướng Đào Đình Luyện được đặt tên đường tại huyện Quỳnh Phụ tỉnh Thái Bình; đặt tên phố tại Quận Long Biên, thành phố Hà Nội.
Tên của ông được đặt tên cho một tuyến phố tại quận Long Biên, thành phố Hà Nội.

## Một số trận đánh nổi tiếng
- Chiến dịch Sấm Rền
- Chiến dịch Điện Biên Phủ trên không

## Lịch sử thụ phong quân hàm
| Năm thụ phong | 1977        | 1983        | 1988         |
| Quân hàm      |             |             |              |
| Cấp bậc       | Thiếu tướng | Trung tướng | Thượng tướng |